# Odontosida
Odontosida is een geslacht van vlinders uit de onderfamilie Macroglossinae van de familie pijlstaarten (Sphingidae).

## Soorten
- Odontosida magnificum (Rothschild, 1894)
- Odontosida pusillus (R Felder, 1874)